# Louis Botha
Pour les articles homonymes, voir Botha.
 (septembre 2013).
Louis Botha (né le 27 septembre 1862 à Greytown dans la colonie du Natal - mort le 27 août 1919 à Pretoria dans le Transvaal) est un militaire et un homme politique sud-africain. Il est le premier chef de gouvernement de l'union d'Afrique du Sud de 1910 à 1919.
À l'origine un fermier boer au Transvaal, il entre en politique en étant élu député de la république sud-africaine du Transvaal (1897-1900). Durant la seconde guerre des Boers, il est commandant-général des armées de la république et mène les négociations avec les forces britanniques qui aboutissent à la  signature du traité de Vereeniging le 31 mai 1902.
Afrikaner partisan de l’apaisement et de la réconciliation avec les britanniques, il fonde le parti Het Volk qui remporte les premières élections législatives de la colonie du Transvaal (1907-1910) dont il devient le premier ministre. En 1910, il devient le 1er premier ministre du tout nouveau dominion de l'union d'Afrique du Sud, forme un gouvernement d'union nationale et fonde le Parti sud-africain aux côtés de Jan Smuts.
En 1914, il engage l'Afrique du Sud dans la Première Guerre mondiale, conquiert notamment le Sud-Ouest africain allemand et réprime une rébellion boer hostile à cet engagement international aux côtés du Royaume-Uni. En 1919, l'un de ses derniers actes publics est de signer le traité de Versailles et reçoit pour l'Afrique du Sud le mandat de gérer le Sud-Ouest africain sous le contrôle de la future Société des Nations.
Personnalité symbolisant la réconciliation et la cohabitation pacifique entre les anciens ennemis de la seconde guerre des Boers, de l'alliance loyale avec l’Empire britannique, Louis Botha est l'un des pères de l'État sud-africain.

## Origines
Fils de Louis Botha (1827-1882) et de son épouse, née Salomina Adriana Van Rooyen (1829-1885), Louis Botha est né près de Greytown au Natal, 9e enfant et 3e fils d'une fratrie qui en comptera treize.
Descendant d'Allemands de Thuringe venus s'installer dans la colonie du Cap en 1672 et de Français originaires d'Alsace-Lorraine[Quoi ?] venus dans cette région après la révocation de l'édit de Nantes (1685), son grand-père paternel, Philip Rudolph Botha (1800-1875), est l'un des premiers Voortrekkers et a participé au Grand Trek.
Durant son enfance passé dans l'État libre d'Orange à partir de 1869, d'abord dans la ferme de Vroodepoort près de Vrede puis dans celle de Leeuwkop, Louis Botha, ses frères et sœurs sont élevés parmi les populations noires dans une atmosphère patriarcale. Il apprend notamment le zoulou et le sesotho et est scolarisé à la mission locale allemande.

## Le général boer
Fermier, élu Veldkornet du secteur de Vryheid et membre du parlement du Transvaal en 1897, il est un partisan de l'apaisement avec les Britanniques, ce qui suscita très tôt l'admiration et le soutien du jeune Winston Churchill. Au début de la seconde guerre des Boers, il s'engage dans les rangs du kommando de Vryheid et est promu général deux ans plus tard. Commandant du front est (aux confins du Transvaal et du Natal) avec Piet Joubert, il participa notamment aux combats de Colenso, Ladysmith et Spioenkop.
Au mois de février 1900, après la mort de Piet Joubert, il est nommé commandant-général des armées du Transvaal. Il a alors à peine trente-sept ans. Sa prise de commandement a lieu dans les pires conditions car sur tous les fronts, les Boers reculent. Il tente néanmoins de ralentir le rouleau compresseur britannique. Après la chute de Bloemfontein et l'abandon de Pretoria en 1900, avec l'aide de Koos de la Rey et Christiaan de Wet, il réorganise les commandos en les dispersant dans leurs districts de recrutement pour qu'ils y mènent des actions de guérilla.
En 1902, il mène les négociations avec les britanniques qui aboutissent à la paix de Vereeniging signée à Pretoria le 31 mai 1902.

## L'homme de la réconciliation

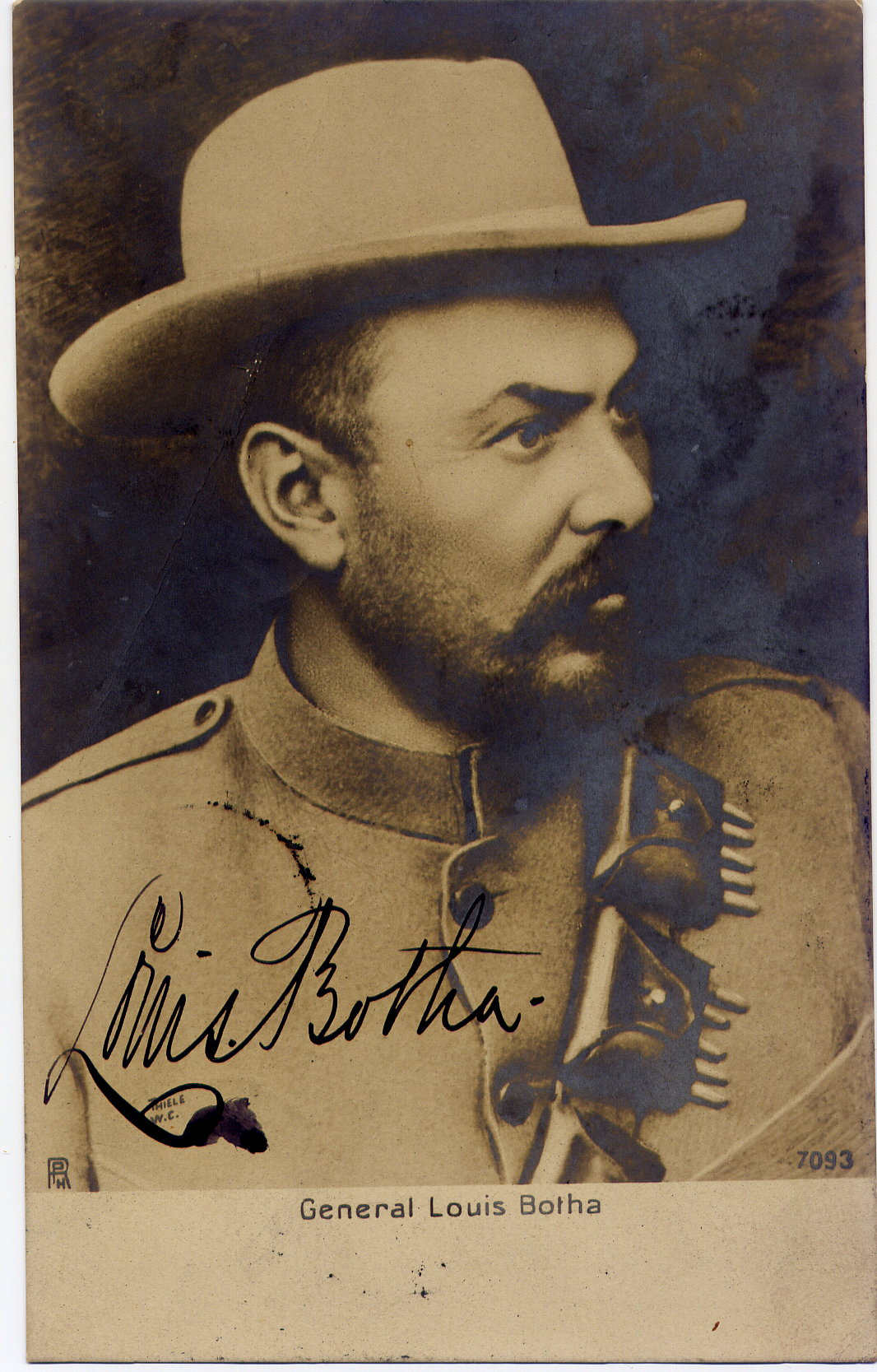
Le général Louis Botha, chef des Boers, avec signature personnelle.

Botha se reconvertit dans la politique et avec De la Rey et De Wet entreprend une tournée[Quand ?] en Europe pour collecter des fonds afin de reconstruire économiquement le pays. Ils ne récoltent que 125 000 £ et pour convaincre le Premier ministre britannique d'augmenter la somme, rédige un article persuasif où il expose tous les avantages qu'aurait l'Empire britannique à aider à la reconstruction des deux pays vaincus. Peu de temps après, le parlement britannique débloque la somme de huit millions de livres pour aider à la reconstruction. Botha obtient également l'amnistie pour les rebelles boers du Cap et du Natal.
Revenu en Afrique du Sud, Louis Botha entreprend de réconcilier les peuples boers et britanniques dans l'intérêt du pays. En 1903, cependant, ses revendications pour la parité de l'afrikaans et de l'anglais sont ignorées tout comme son opposition et ses avertissements à l'importation de main d'œuvre asiatique. En mai 1904, avec Jan Smuts et d'autres vétérans boers, il crée un parti politique afrikaner, Het Volk (le peuple), suffisamment modéré pour séduire un électorat anglophone en prônant la réconciliation nationale et l'autonomie de l'Afrique du Sud.
En 1905, le parti a déjà reçu le soutien de plusieurs hommes d'affaires et peut se permettre de critiquer le système colonial imposé aux anciennes républiques boers. Après la victoire des libéraux au Royaume-Uni en 1905, Botha envoie Smuts à Londres négocier le principe de l'autonomie. En décembre 1906 la colonie du Transvaal et en juin 1907, celle de l'Orange, reçoivent enfin l'autorisation de former leur propre gouvernement. Le 4 mars 1907, Het Volk, qui rallie dorénavant des anglophones, remporte les élections du Transvaal et Louis Botha en devient le premier ministre.
Lors de la conférence impériale, Botha affirme la loyauté des Afrikaners à l'Empire et offre le diamant Cullinan au roi Édouard VII. Alors que Botha devait faire face aux critiques boers qui l'accusent d'être plus britannique que boer, le parlement britannique accorde en remerciement une rallonge budgétaire de cinq millions de livres qui permet à Botha de créer notamment une banque agricole d'aide aux fermiers, de développer le chemin de fer et d'introduire une éducation primaire gratuite.
La modération de Botha le conduit à admettre seulement l'anglais comme langue officielle alors que la question des travailleurs chinois est réglée par leur rapatriement en Chine.

## Premier ministre d'Afrique du Sud

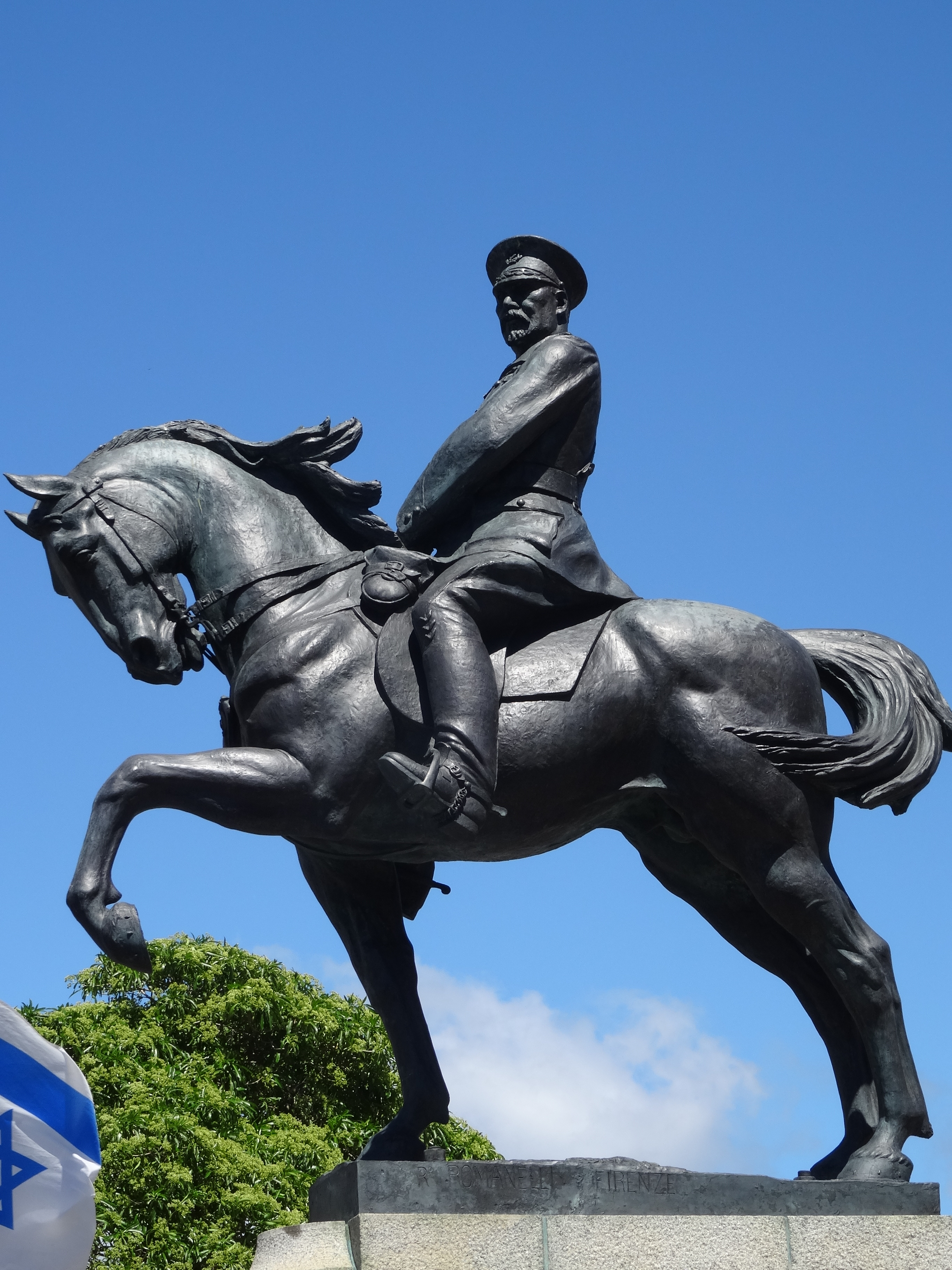
Statue de Louis Botha, par Raffaello Romanelli, devant le Parlement du Cap. En mars 2015, Julius Malema appelle ses partisans à renverser cette statue, pour lui, un symbole de la domination blanche en Afrique du Sud.

En 1910, le Parlement britannique vote le South Africa Act le 31 mai 1910 établissant l'union d'Afrique du Sud. Lord Gladstone demande à Louis Botha de former le premier gouvernement provisoire de la jeune Union plutôt qu'au Premier ministre anglophone du Cap, John X Merriman. Botha doit cet honneur à son prestige et à sa position parmi les Afrikaners, plus nombreux par ailleurs que les Britanniques en Afrique du Sud.
Il forme un gouvernement d'union nationale comprenant des Afrikaners et des anglophones et se présente aux élections de septembre 1910 contre Percy Fitzpatrick dans la circonscription de Pretoria-Est. À la surprise générale, Botha est battu. En catastrophe, le député élu à Standerton démissionne pour que Botha puisse se présenter à sa place, être élu et gouverner.
La constitution du dominion n'incluant pas de Déclaration des Droits (Bill of Rights), elle permet la mise en place d'une législation contraignante pour les noirs qui aboutit à leur exclusion territoriale (Native Land Act) et politique, prémices de l'apartheid mis en place en 1948.
En 1911, avec Jan Smuts, Botha forme le Parti sud-africain (South African Party - SAP). En nommant James Barry Hertzog, un ancien général boer, ministre de la Justice et des Affaires indigènes, Botha s'aliène les anglophones modérés consternés par les déclarations nationalistes et anti-britanniques d'Hertzog ce qui aboutit à la démission du ministre du commerce, le colonel Leuchars. L'adoption de la loi imposant le bilinguisme dans certains services d'état va provoquer la démission de ministres anglophones modérés et une crise politique qui aboutit à la dissolution du cabinet et l'expulsion d'Hertzog du gouvernement. Perçu comme trop conciliant par plusieurs de ses anciens compagnons de combat, Botha essuie une révolte interne de membres de son parti qui claquent la porte et vont créer en 1914 le Parti national dirigé par James Barry Hertzog.

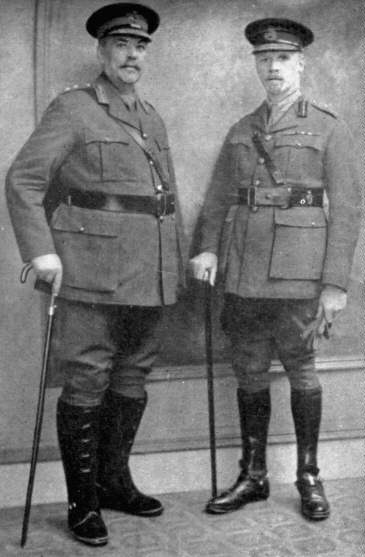
Les généraux Louis Botha et Jan Smuts en 1917

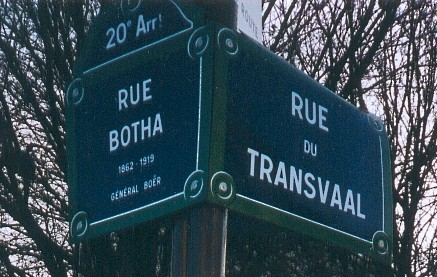
Panneaux de rue à Paris

Après le déclenchement de la Première Guerre mondiale, Botha engage son gouvernement aux côtés des alliés britanniques et envoie des troupes envahir le Sud-Ouest africain allemand, ce qui provoque la révolte des boers et la mort accidentelle du général De la Rey tué par la police. La mise au pas de l'insurrection provoque de profonds ressentiments chez les boers et les anciens camarades de combat de Louis Botha.
En 1915, le SAP remporte les élections avec une majorité relative mais son soutien faiblit considérablement dans la communauté afrikaner qui se rallie de plus en plus au parti national. Botha reprend le portefeuille de la défense à Smuts qui, après avoir commandé les troupes en Afrique orientale allemande, est envoyé en Europe au cabinet de guerre britannique.
En 1917, pour s'allier les Afrikaners du Parti national dont les idées républicaines ont le vent en poupe, Botha tente de faire voter la Native Affairs Administration Bill classifiant et ségréguant les africains noirs entre eux en leur octroyant des terres où ils pourront vivre. Cette loi est repoussée par la conjonction des votes des modérés qui jugent la loi irréaliste et injuste et par les nationalistes qui la jugent trop libérale. En 1918, Botha fait face au mécontentement successif des Afrikaners nostalgiques des républiques boers dont ils demandent la restauration, d'éléments unionistes incontrôlés qui tirent sur des afrikaners, et des noirs qui se mettent en grève à Johannesbourg.
À la fin de l'année 1918, il se rend à Paris pour procéder personnellement au rapatriement des troupes sud-africaines et se joindre à la conférence de paix à Versailles. En 1919, bien qu'hostile au traité de Versailles dont il dénonce l'intransigeance, il le signe. Alors qu'il en avait demandé l'annexion, Botha ne reçoit que le mandat de gérer le Sud-Ouest africain sous le contrôle de la future Société des Nations.
De retour en Afrique du Sud, il contracte une pneumonie. C'est à Prétoria quelques jours plus tard qu'il décède d'une crise cardiaque. Le 30 août 1919, il est enterré au cimetière de Rebecca Street.

## Famille

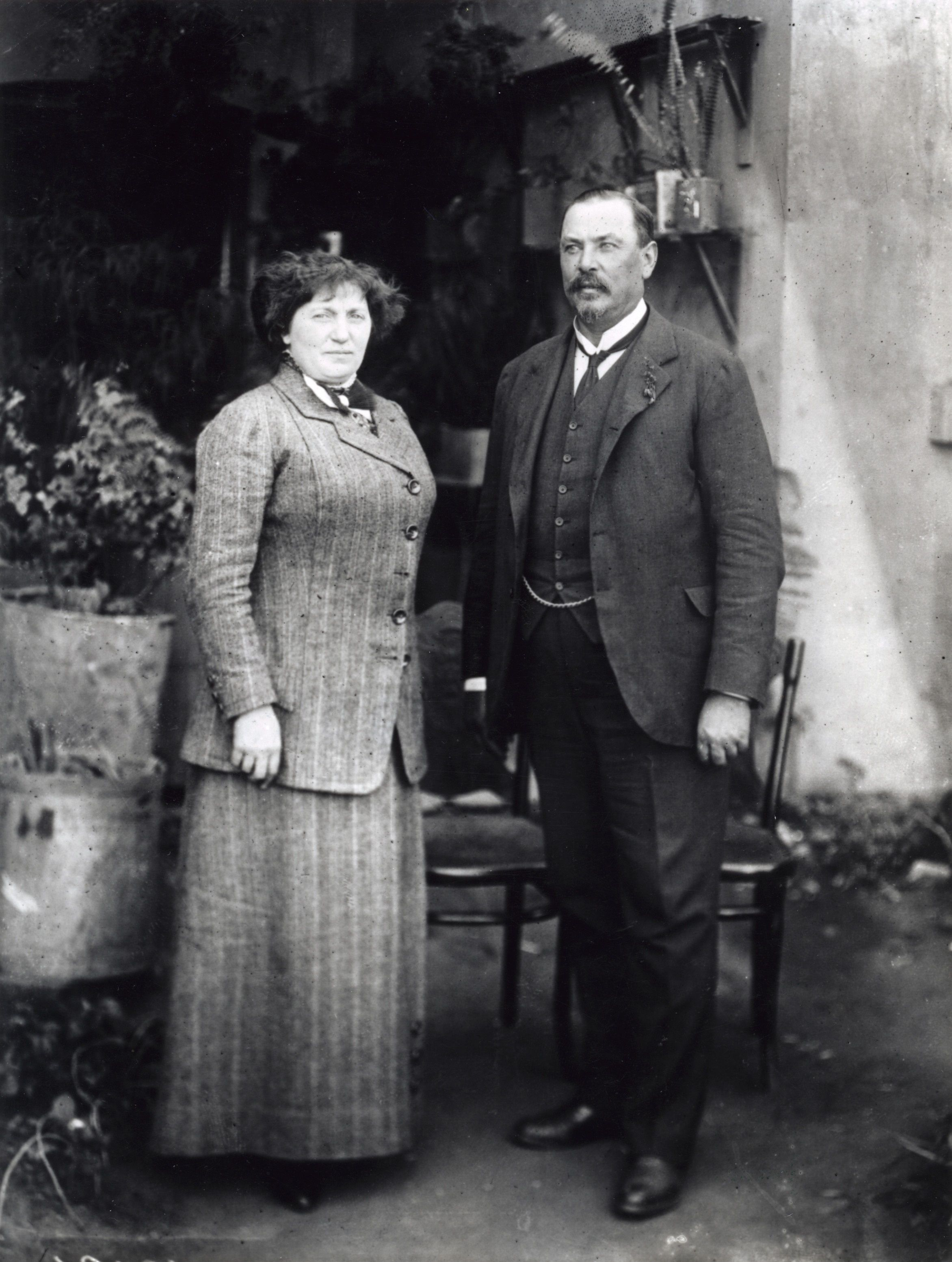
Annie et Louis Botha, vers 1915

Le 13 décembre 1886, Louis Botha épouse Annie Frances Bland Emmett (1864-1937) avec laquelle il a au moins 5 enfants : 
- Helen Leititia Botha (1888-1974) qui épouse Gideon Daniel de Waal (1873-1938). Avec postérité.
  - L'acteur et musicien Steve Hofmeyr est l'arrière arrière petit-fils de Louis Botha, via la descendance d'Helen Leititia (Botha) de Waal[5].
- Louis Botha (1891-1952), futur aide de camp de Douglas Haig. Sans postérité.
- Minnie Frances Botha (1894-1972), qui épousa Hubert Gordon Reid (1882-1944) et eurent 4 enfants[6]
- John Cheere Emmett Botha (1896-1970), avec postérité (4 enfants)
- Phillip George Botha (1901-1972), avec postérité (4 enfants)

## Hommages
Dans ses mémoires, Winston Churchill distingue le général Louis Botha aux côtés de William Booth et de Robert Baden-Powell. Aujourd'hui de nombreux monuments et noms de rue honorent sa mémoire : 
- Pretoria : une statue équestre (1939) créée par Coert Steynberg est située depuis 1947 dans le parc Louis Botha devant les Union Buildings.
- Le Cap : Une statue équestre de Louis Botha est située devant le parlement du Cap. C'est une œuvre artistique de Raffaello Romanelli. Créée en 1931, elle est érigée à l'origine sur Stal Plein devant le Sammy Marks building avant d'être déplacée dans le cadre d'un programme de rénovation urbaine devant le parlement en 1980.
- Durban : Une statue de Louis Botha, œuvre d'Anton van Wouw, à l'angle de Berea Road et de Warwick Avenue, côtoie celle du roi zoulou Dinuzulu kaCetshwayo.
- Des dizaines de noms de rues en Afrique du Sud mais aussi en France portent le nom de Louis Botha (rue Botha à Paris dans le 20e arrondissement, la rue Botha à Corbeil-Essonnes ou les rues du général Botha à Divion et Nantes).
- Jusqu'en 1995, l'aéroport international de Durban porta le nom de Louis Botha Airport.